# Senyal
Senyal (kat. dosłownie znak) – katalońska moneta miedziana z XV wieku. 
Emitowana od czasu panowania Alfonsa V (1416-1458) jako lokalna moneta rozmienna Tarragony i wielu innych miast Katalonii. 
Nazwę tę (senyal d'Aragó) stosowali względem swej monety złotej (floren) również władcy Kastylii jako pretendenci do tronu Aragonii (Henryk II i Henryk IV Bezsilny).